# Josef Klaus
Josef Klaus (Kötschach, 1910. augusztus 15. – Bécs, 2001. július 26.) osztrák politikus, ügyvéd. Az Osztrák Néppárt (ÖVP) színeiben 1964-től 1970-ig Ausztria szövetségi kancellárja volt.

## Élete
Klaus 1945-ben lépett be az Osztrák Néppártba (ÖVP). 1949-től 1961-ig Salzburg tartományi főnöke volt, s már ebben az időszakban a kormányzó Osztrák Néppárt egyik vezéralakjává nőtte ki magát. 1952-től 1963-ig ő irányította a Néppárt Salzurg tartományi munkáját. Miután 1961-ben Julius Raab lemondott a kancellári hivatalról és a szintén néppárti Alfons Gorbach foglalta el a helyét, a fiatal reformerként ismert Klaus politikai befolyása megnövekedett. A Gorbach-kabinetben a pénzügyminiszteri bársonyszéket foglalhatta el, de a kancellárral való nézeteltérései miatt 1963-ban lemondott a miniszteri tárcáról. Még abban az évben az ÖVP elnökévé választották. Amikor 1964-ben Gorbach lemondott kancellári hivataláról, hogy az elnökválasztáson induljon, Klaus vette át a kormány irányítását. A szociáldemokratákkal alkotott nagykoalíció 1966-ban felbomlott, miután Klaus az az évi parlamenti választást nagy fölénnyel megnyerte, s tisztán néppárti kormányt alakított.
Kancellárként egyik első intézkedése volt annak az egyezménynek az aláírása, amelynek értelmében Ausztria a jövőben csatlakozik az Európai Gazdasági Közösséghez. A hosszú folyamat eredményeként vált az ország 1995-ben az Európai Unió teljes jogú tagjává. 1969-ben államközi szerződéssel rendezte az Olaszországban élő, dél-tiroli németajkú kisebbség sorsát. Kancellársága során több reformot elindított, s adminisztrációját hatékony kormányzás jellemezte, ennek ellenére az 1970-es választást elveszítette a szociáldemokrata Bruno Kreisky ellenében. Fennállt ugyan az esélye egy nagykoalíciós néppárti–szociáldemokrata kormány létrehozásának, de a választás elvesztése után Klaus kancellári székéről és az ÖVP elnöki tisztéről azonnal lemondott, így a szociáldemokraták alakítottak kisebbségi kormányt.
Egy évvel később, 1971-ben publikálta emlékiratait Macht und Ohnmacht in Österreich (’Hatalom és hatalomvesztés Ausztriában’) címen, és 1995-ig országszerte tartott politikai és társadalmi előadásokat.

## Fordítás
Ez a szócikk részben vagy egészben  a   Josef Klaus című angol Wikipédia-szócikk ezen változatának fordításán alapul.  Az eredeti cikk szerkesztőit annak laptörténete sorolja fel. Ez a jelzés csupán a megfogalmazás eredetét és a szerzői jogokat jelzi, nem szolgál a cikkben szereplő információk forrásmegjelöléseként.
| Elődje: Adolf Schärf | Az Osztrák Köztársaság (szövetségi) elnöke 1965. február 28. – 1965. június 9. | Utódja: Franz Jonas |